# Río Limay
Río Limay är ett vattendrag i Argentina. Det ligger i den sydvästra delen av landet, 1 000 km sydväst om huvudstaden Buenos Aires. Rio Limay rinner upp i sjön Nahuel Huapi och mynnar ut i Rio Negro. 
Omgivningen kring Río Limay är i huvudsak ett öppet busklandskap. Området är nästan obefolkat, med mindre än två invånare per kvadratkilometer.